# 최선형
최선형(1970년 8월 29일~)은 대한민국의 카누 선수로, 1988년 하계 올림픽에 참가했다.